# ジロ・デ・イタリア 1976
ジロ・デ・イタリア 1976(Giro d'Italia 1976) は、自転車による競走である「ジロ・デ・イタリア」の59回目のレースである。1976年5月21日から6月12日まで全22ステージで行われた。

## 結果
最終ステージ前半の個人タイムトライアルでトップを奪い返したフェリーチェ・ジモンディが1969年以来7年ぶり3度目の総合優勝を果たした。

### 総合成績
| 順位 | 選手名                           | 国籍     | 時間            |
| ---- | -------------------------------- | -------- | --------------- |
| 1    | フェリーチェ・ジモンディ         | イタリア | 119時間58分16秒 |
| 2    | ヨハン・デミュインク             | ベルギー | + 19秒          |
| 3    | ファウスト・ベルトリオ           | イタリア | + 49秒          |
| 4    | フランチェスコ・モゼール         | イタリア | 1分07秒         |
| 5    | ジャンバッティスタ・バロンケッリ | イタリア | + 1分35秒       |
| 6    | ウラディミーロ・パニッツァ       | イタリア | + 2分35秒       |
| 7    | アルフィオ・バンディ             | イタリア | + 4分07秒       |
| 8    | エディ・メルクス                 | ベルギー | + 7分40秒       |
| 9    | ウォルテール・リッコミ           | イタリア | + 8分49秒       |
| 10   | フアン・プホル                   | スペイン | + 8分50秒       |

### マリア・ローザ 保持者
| 選手名                   | 国籍     | 区間                    |
| ------------------------ | -------- | ----------------------- |
| パトリック・セルキュ     | ベルギー | 第1, 第3                |
| ロジェ・デフラミンク     | ベルギー | 第2, 第4-第5            |
| ヨハン・デミュインク     | ベルギー | 第6, 第19-第21          |
| フランチェスコ・モゼール | イタリア | 第7                     |
| フェリーチェ・ジモンディ | イタリア | 第8,第18, 第22前半-最終 |

### その他の賞
- ポイント賞: フランチェスコ・モゼール  イタリア
- 山岳賞: アンドレス・オリバ  スペイン
- 新人賞: アルフィオ・バンディ  イタリア